# Jagdpanzer Elefant
Pour les articles homonymes, voir Éléphant (homonymie) et Jagdpanzer.
 (décembre 2021).
Si vous disposez d'ouvrages ou d'articles de référence ou si vous connaissez des sites web de qualité traitant du thème abordé ici, merci de compléter l'article en donnant les références utiles à sa vérifiabilité et en les liant à la section « Notes et références ».
Le Jagdpanzer Elefant est un Schwerer Panzerjäger (chasseur de chars lourd en allemand) utilisé par l'Armée allemande (Wehrmacht) durant la Seconde Guerre mondiale.
Il est issu directement du Tigerprogramm, compétition entre Porsche et Henschel remportée par cette dernière.
Porsche, qui était sûr du succès de son prototype, en avait déjà lancé la production de 90 châssis, qui lui restent sur les bras. Il est alors décidé de les recycler en chasseur de chars lourd.
Celui-ci reçut tout d'abord le surnom de Ferdinand en référence à son concepteur Ferdinand Porsche. Contrairement à une idée largement répandue, le changement d'appellation de « Ferdinand » à « Elefant » n'est pas liée à l'adoption de la mitrailleuse de caisse et de quelques modifications : les chars passent juste sous la tutelle d'unités de chasseurs de chars. Même si les deux événements coïncident, ils ne sont donc aucunement liés.
La désignation officielle allemande était 8,8 cm PaK 43/2 Sfl L / 71 Panzerjäger Tiger (P) ou Panzerjäger Tiger (P) en version courte et sa désignation d'inventaire était  Sonderkraftfahrzeug 184  (ou Sd. Kfz. 184).

## Conception
Durant la Seconde Guerre mondiale, lorsque les ingénieurs allemands voulurent contrer la machine de guerre blindée alliée, ils conçurent un projet de nouveau panzer. Le projet Tiger I devait déboucher sur un nouveau type de char à blindage renforcé.

Le VK 45.01 (P), projet de Tiger de Porsche.

Deux projets de châssis sont créés, l'un par Porsche, appelé VK 45.01 (P), et l'autre par Henschel, appelé VK 45.01 (H). Lors de tests dynamiques en avril 1942, le projet de Porsche se montra inférieur à celui de Henschel, c'est donc le prototype VK 45.01 (H) qui fut retenu.

## Armement
L'armement est limité à un canon de 88 mm Pak43/2 L71, dérivé du fameux 88 mm Flak 38 antiaérien dont on a allongé significativement le tube, ce qui le rend particulièrement redoutable à longue distance. Les munitions tirées sont les Pz Granate (perforants anti-blindage) 39/43, 40/43 et les Spr Granate 43 (explosif), 50 coups sont embarqués (les obus sont en une seule pièce). Les performances des obus perforants sont impressionnantes : 241 mm à 1 000 mètres et 184 mm à 2 000 mètres. Cela laisse peu de chance de survie lorsque le coup porte. Afin de manier plus rapidement les obus (22 kg), un deuxième chargeur est ajouté aux membres d'équipage. Une lunette de tir SflZf1 a/Rblf36 équipe le Ferdinand (la même qui équipe les Stug, Jagdpanzer, Hetzer...).
Mais les ingénieurs omettent complètement la protection rapprochée du Ferdinand. Aucune mitrailleuse n'est en effet montée sur les superstructures, le but du Ferdinand étant d'engager et détruire l'ennemi à distance. Aussi, lorsque les panzer sont débordés et attaqués de près, la seule défense à disposition du personnel est constituée des deux pistolets mitrailleurs MP 40 embarqués et des pistolets automatiques des membres d'équipage. Ceux-ci ne peuvent tirer que par de petites ouvertures blindées placées sur les côtés et à l'arrière, ce qui est bien mince face à des soldats déterminés, certains soldats iront même jusqu'à ouvrir le feu avec leurs armes individuelles par le canon du char culasse ouverte.
Afin que le Ferdinand puisse encaisser les coups, son blindage initial de 100 mm est porté à 200 mm sur la face avant, les côtés étant blindés à 80 mm. La conception même de ce panzer préfigure les futurs projets d'engins de plus en plus blindés, mais aussi de plus en plus lourds.

## Au combat
Le Ferdinand, alors armé d'un canon de 88 mm long, se montra d'une grande efficacité à longues distances (exemple : l'un d'eux a pénétré le blindage et mis hors de combat un T-34 à une distance de 4,5 km).

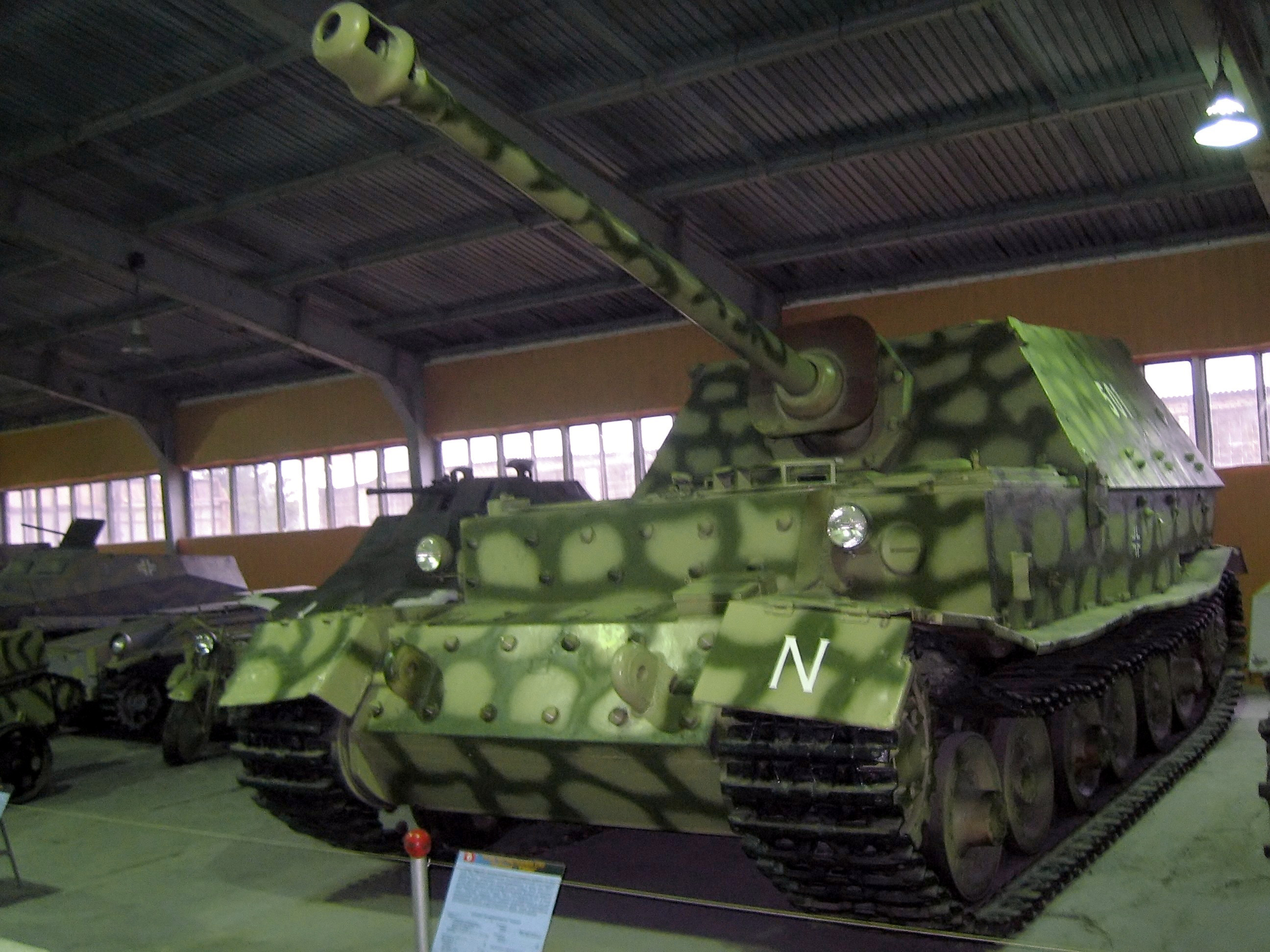
Char Ferdinand au Musée des blindés de Koubinka.

La première utilisation au front du Ferdinand remonte à l'opération "Citadelle" dans le saillant de Koursk en Juillet-Août 1943, 89 Ferdinand furent mobilisés. 45 assignés au 654e bataillon de chasseurs de chars lourds, 44 dans le 653e bataillon de chasseurs de chars lourds, tous deux regroupés avec le 216e bataillon de Sturmpanzer ; dans le 656e bataillon de chasseurs de chars lourds inclus dans le 21e  Panzerkorps sous les ordres de la 9e Armée de Model donc engagé dans le nord du Saillant.

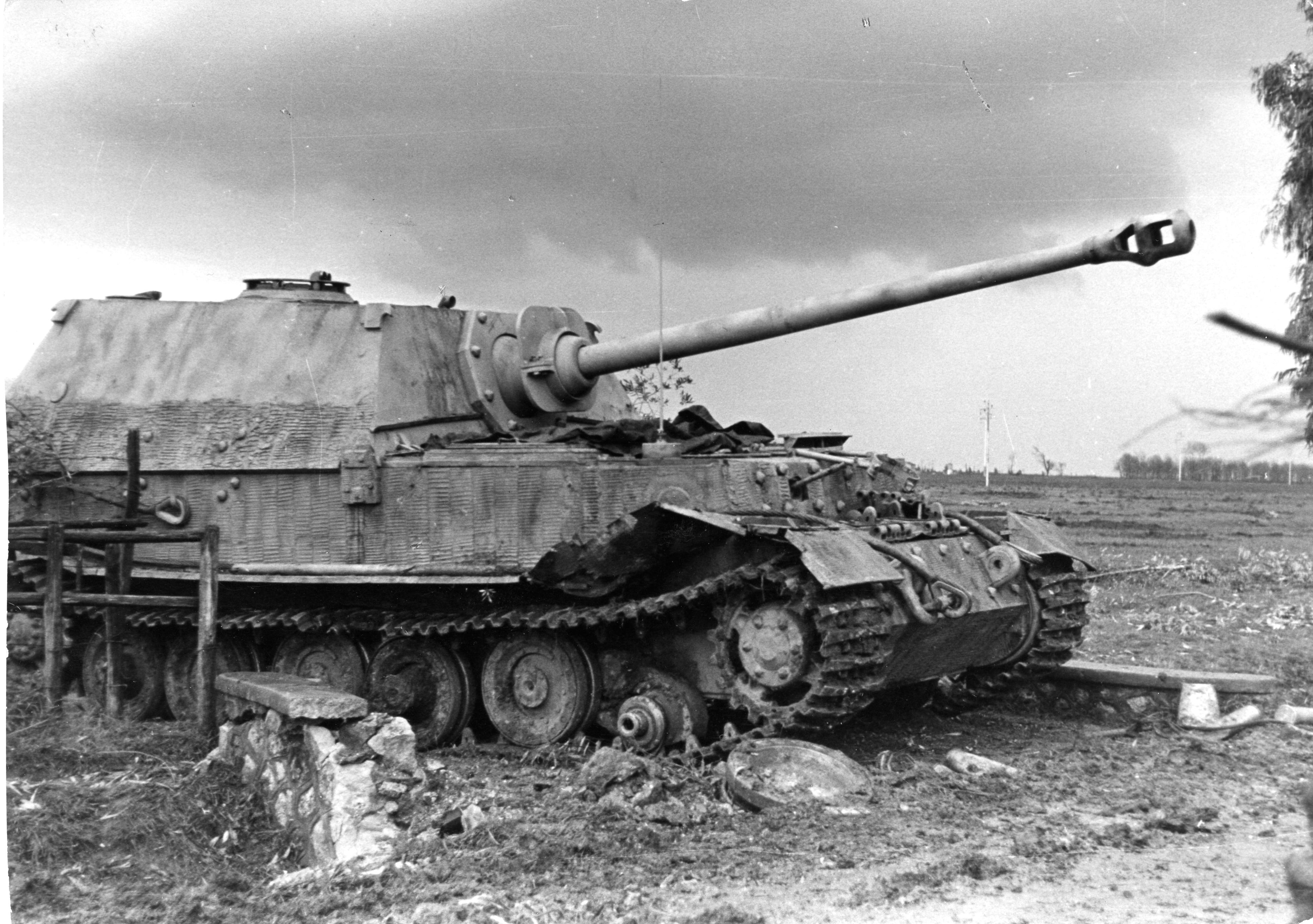
Un Ferdinand hors d'usage en Italie, en avril 1944.

Cependant, il n'était pas équipé d'armes de défense contre l'infanterie : les tacticiens russes en conclurent donc qu'un simple fantassin courageux armé d'une grenade antichar pouvait venir à bout de ces monstres. C'est bien ce qui s'est passé lors de la bataille de Koursk (été 1943) : deux Ferdinand ont été détruits par une grenade antichar jetée dans les bouches d'air du véhicule. On compte 19 véhicules détruits selon les sources Allemandes de l'OKH et 21 selon les sources Soviétiques (deux par grenades antichars, un par un SU-152 et le reste abandonnés par les équipages à cause de problèmes mécaniques) lors de la bataille de Koursk, contrairement au chiffre exagéré donné par la propagande soviétique qui s'élevait à 70.
Après les premiers combats de Koursk, les Ferdinand restants sont renvoyés dans les usines pour y subir des aménagements : ajout sur la face avant d'une mitrailleuse MG 34 avec 600 coups, le radio devenant dès lors radio/tireur ; ajout d'une coupole à épiscopes de StuG III Ausf.G pour le chef de char pour améliorer la visibilité très insuffisante. Le pilote garde malheureusement ses seuls trois épiscopes pour guider l'engin.
Le Ferdinand, contrairement à une idée reçue, n'a pas été décimé à Koursk. Il reste d'ailleurs en service jusqu'à la bataille finale à Berlin. Un ingénieur de Porsche déplacé à Koursk constatera après examens et enquête que seuls trois Ferdinand eurent leurs blindages percés par des obus perforants : les autres succombèrent à des avaries diverses et à des coups portés dans les trains de roulement et la partie moteur, et ne purent être remorqués pour être dépannés. Le Ferdinand/Elefant était exagérément lourd, ce qui occasionnait des pannes mécaniques catastrophiques en pleine bataille.
Les derniers Elefant retournent sur le front Est sous le commandement de la 17e armée puis de la 4e armée blindée au mois d'octobre 1944. Ils sont alors regroupés et l'unité formée est renommée S.Pz.Jag.Kie.614 le 15 décembre 1944. À la fin de janvier 1945, la situation chaotique de l'Allemagne ne permettant pas de remettre en condition les Elefant endommagés, il n'en reste plus que quatre, qui participent à la défense de Berlin, dont un sur la place Karl-August et un près de l'église de la Trinité (les deux autres ont été détruits par l'artillerie soviétique sur les hauteurs de Seelow).
Pour conclure, ce chasseur de chars lourds était un très bon véhicule, victime presque uniquement de problèmes mécaniques et non des chars adverses.

## Dans la culture populaire
Le Jagdpanzer Elefant apparaît dans plusieurs jeux vidéo : dans World of Tanks (« Ferdinand »), dans War Thunder (« Panzerjäger Tiger (P) Ferdinand » et « Elefant »), dans War Thunder Mobile («Ferdinand»), dans Company of Heroes 2 (« Elephant »), dans Steel Division 2 (« Elephant »), et Men of War: Assault Squad (« Elephant »).
Le Jadgpanzer Elefant apparaît comme pièce jouable nommée « chasseur de char » dans le célèbre jeu "Mémoire 44"